# Gradzina (narzędzie)

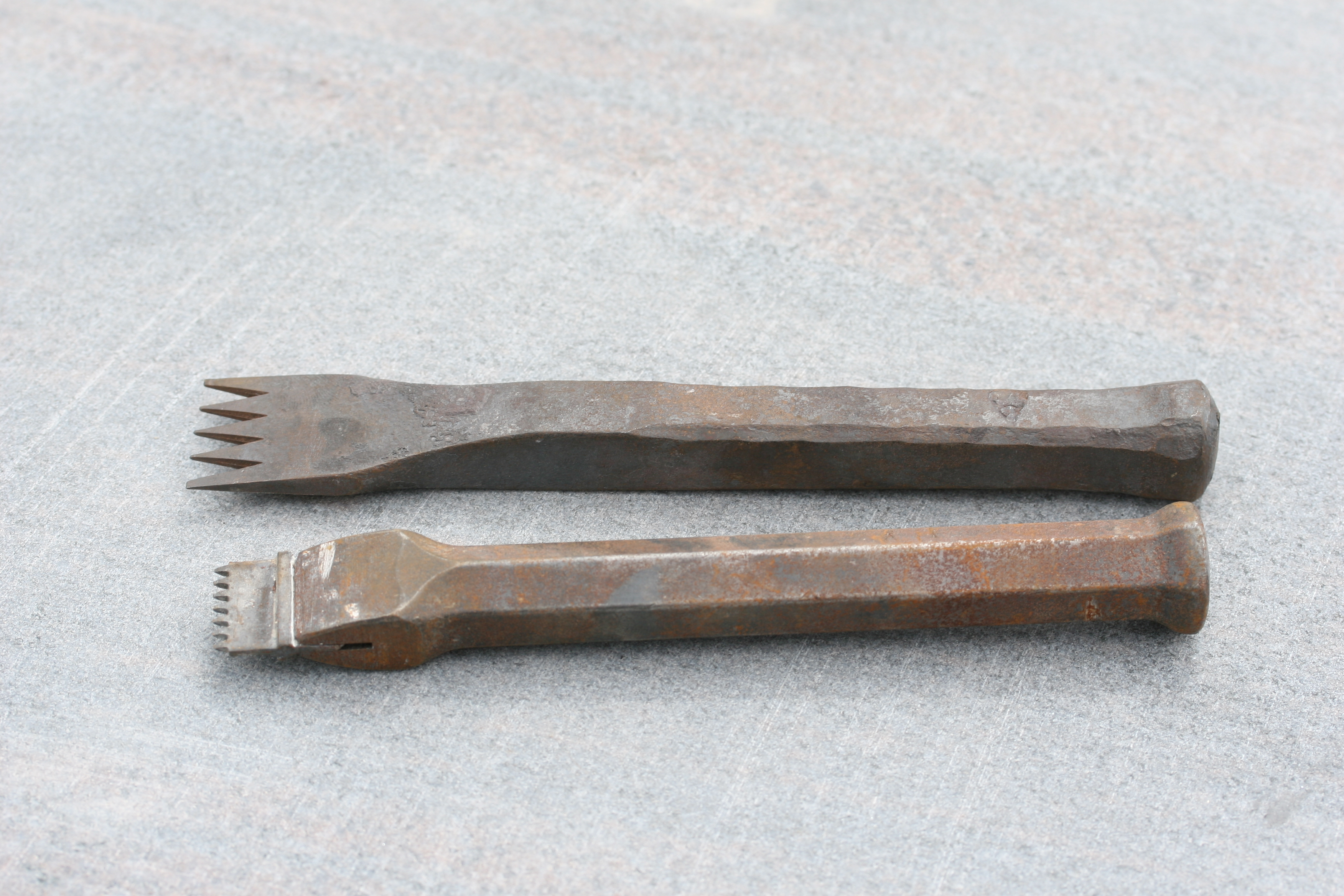

Gradzina (fr. gradine) – typ dłuta kamieniarskiego o ostrzu ząbkowanym. Używane do obróbki powierzchni licowych kamienia w celu uzyskania równoległych bruzd. W procesie rzeźbienia wykorzystuje się je po ociosaniu kamienia szpicakiem, w celu usunięcia niepotrzebnych zgrubień i zagłębień. Istnieje wiele rodzajów gradzin różniących się m.in.: szerokością i ilością ząbków.